# دار القضاء العالي (مصر)

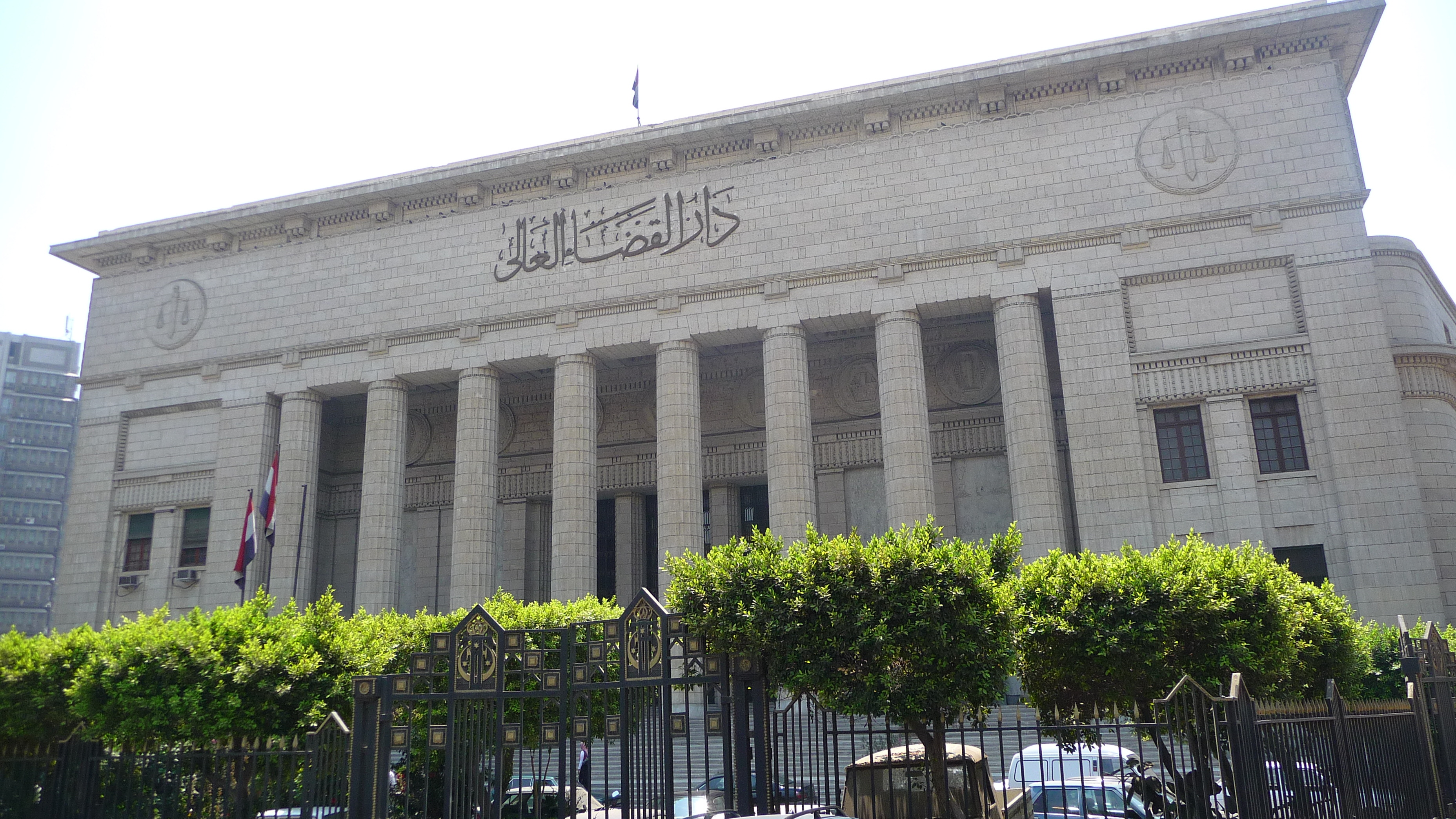
دار القضاء العالي

دار القضاء العالي بوسط القاهرة مقر عدد من الهيئات القضائية منها مكتب النائب العام ومحكمتا الاستئناف والنقض ونقابة المحامين الفرعية بالإضافة إلي قاعات المحاكمات وأشهرها قاعة عبد العزيز فهمي وهو قاضٍ ومحامٍ وسياسي وشاعر مصري من أعلام الحركة الوطنية المصرية في الثلث الأول من القرن العشرين.

## مبنى دار القضاء العالي
دار القضاء العالي جذوره تضرب في عمق تاريخ القضاء المصري، فمنذ إلغاء القضاء المختلط بعد توقيع حكومة الوفد لاتفاقية مونترو عام 1937 أنهي هذا القضاء الذي كان صاحب فكرته نوبار باشا أول ناظر للنظار «رئيس الوزراء» في عصر الخديو إسماعيل، وأصبحت دار القضاء العالي رمزًا للقضاء المصري بسبب المبنى الضخم، الذي بني على الطراز الإيطالي بأعمدته وصالاته الواسعة وارتفاع مبانيه، ويلاصقه مبنى مصلحة الشهر العقاري الذي بني في الفترة ذاتها.
كان مبني دار القضاء العالي مقرا لنادي الزمالك حيث إنه في إطار الرغبة لتطوير وتوسيع النادى الذي بدأ يكتسب جماهيرية ووجودا بين الشباب المصريين والأجانب لممارسة الرياضة بداخله فقد قرر جورج مرزباخ (1876-1936) هو محامٍ بلجيكي كان رئيساً لإحدى المحاكم المختلطة بمصر وهو مؤسس نادي الزمالك المصري سنة 1911، بنقل المقر من مقره الأول في قصر النيل إلى مكان جديد بشارع 26 يوليو مقر دار القضاء العالى بالوقت الحالى ليكون هو المقر الجديد للنادى الذي تغير اسمه إلى «المختلط» بمقره الجديد في عام 1913.
وفي نوفمبر عام 1959 انتقل الزمالك لمقره الحالى بعد مشاكل إنشائية لتتدخل الدولة وتمنحه قطعة الأرض الحالية بميت عقبة مقابل حق انتفاع رمزى وقتها وقام أعضاء النادى ولاعبوه الكبار بحمل الطوب ومواد البناء ليبنوا ناديهم من جديد.

### بناؤه
صمم المهندس محمد كمال إسماعيل الرسوم الهندسية لمبني دار القضاء العالي وسافر لفرنسا للحصول علي الدكتوراة التي حصل عليها للمرة الأولي في العمارة من مدرسة بوزال عام 1933، ليكون بذلك أصغر من يحمل لقب دكتور في الهندسة، تلاها بعدها بسنوات قليلة بدرجة دكتوراة أخرى في الإنشاءات وليعود إلى مصر ويلتحق بالعمل في مصلحة المباني الأميرية التي شغل منصب مديرها وكانت المصلحة وقتها تشرف علي بناء وصيانة جميع المباني والمصالح الحكومية، لتصممم يداه العديد من الهيئات ومنها دار القضاء العالي، مصلحة التليفونات، مجمع المصالح الحكومية الشهير بمجمع التحرير الذي أنشئ عام 1951 بتكلفة 200 ألف جنيه بالنسبة للإنشاءات، ومليون جنيه، بالنسبة للمباني التي بلغ ارتفاعها 14 طابقا.

## مكونات دار القضاء العالي

### محكمة النقض
أنشأت محكمة النقض في مصر في 2 مايو سنة 1931 محكمة واحدة مقرها دار القضاء العالي في القاهرة، بوصفها قمة الهرم القضائى ورأس السلطة القضائية إحدى السلطات الثلاث القائم عليها نظام الحكم في مصر وبعد أن كان قضاء النقض دائرة من دوائر محاكم استئناف القاهرة. وهكذا استمر وضع محكمة النقض طبقاً للدستور المصري الحالى الصادر سنة 1971 وقانون السلطة القضائية المكمل للدستور (مادة 165 من الدستور ومادة 1 من قانون السلطة القضائية).